# Åter från helvetet
Åter från helvetet (engelska: To Hell and Back) är en amerikansk biografisk krigsfilm från 1955 i regi av Jesse Hibbs.
Filmen bygger på Audie Murphys självbiografi med samma namn. 

## Handling
Åter från helvetet är en dramatisering av Audie Murphys, USA:s mest dekorerade soldat, upplevelser under  andra världskriget.

## Rollista i urval
- Audie Murphy - sig själv
- Marshall Thompson - Johnson
- Jack Kelly - Kerrigan
- Charles Drake - Brandon
- Paul Picerni - Valentino
- Gregg Palmer - löjtnant Manning
- David Janssen - löjtnant Lee
- Paul Langton - överste Howe
- Bruce Cowling - kapten Marks
- Julian Upton - Steiner
- Denver Pyle - Thompson
- Susan Kohner - Maria